# Fibulomyces
Fibulomyces is een geslacht van schimmels behorend tot de familie Atheliaceae. De typesoort is Fibulomyces mutabilis.

## Soorten
Volgens Index Fungorum bevat het geslacht vier soorten (peildatum december 2021):
| Soortnaam              | Auteur(s)      | Publicatiejaar |
| ---------------------- | -------------- | -------------- |
| Fibulomyces canadensis | Jülich         | 1972           |
| Fibulomyces cystoideus | Dhingra        | 2019           |
| Fibulomyces fusoideus  | Jülich         | 1972           |
| Fibulomyces mutabilis  | (Bres.) Jülich | 1972           |